# Morse (Louisiana)
Morse és una població dels Estats Units a l'estat de Louisiana. Segons el cens del 2000 tenia 759 habitants.

## Demografia
Segons el cens del 2000, Morse tenia 759 habitants, 279 habitatges, i 201 famílies. La densitat de població era de 209,3 habitants/km².
Dels 279 habitatges en un 40,5% hi vivien nens de menys de 18 anys, en un 51,6% hi vivien parelles casades, en un 12,5% dones solteres, i en un 27,6% no eren unitats familiars. En el 23,7% dels habitatges hi vivien persones soles el 9,7% de les quals corresponia a persones de 65 anys o més que vivien soles. El nombre mitjà de persones vivint en cada habitatge era de 2,72 i el nombre mitjà de persones que vivien en cada família era de 3,18.
Per edats la població es repartia de la següent manera: un 31,8% tenia menys de 18 anys, un 9,2% entre 18 i 24, un 29,1% entre 25 i 44, un 20,2% de 45 a 60 i un 9,7% 65 anys o més.
L'edat mediana era de 32 anys. Per cada 100 dones de 18 o més anys hi havia 106,4 homes.
La renda mediana per habitatge era de 24.922 $ i la renda mediana per família de 28.750 $. Els homes tenien una renda mediana de 27.083 $ mentre que les dones 16.875 $. La renda per capita de la població era de 12.346 $. Entorn del 20,8% de les famílies i el 22,9% de la població estaven per davall del llindar de pobresa.

## Poblacions més properes
El següent diagrama mostra les poblacions més properes.